# Take the leap!
Take the leap! is een studioalbum van Toyah Willcox. De loopbaan van Toyah lag in de beginjaren '90 stil. Ze kreeg onenigheid met haar management en moest vanwege een hevige ziekte vrezen voor haar leven. Nadat de ellende achter de rug was ging ze haar loopbaan weer langzaam oppakken met het presenteren van een televisieprogramma (A Tale of Four Cities) totdat een aantal mensen ook weer vroeg of ze ging zingen. Take the leap! was daar een aanzet toe. Ze zong een aantal “oude” hits van haar opnieuw in met de band Friday Forever (voorheen River Treacle). Geld voor een geluidsstudio was er niet, dus het werden huiskameropnamen.
In vergelijking tot haar eerdere albums zijn de scherpe randjes van haar soms punkachtige muziek afgehaald.
Het album werd afgemixt in de privégeluidsstudio van een geheel andere zangeres: Judie Tzuke van de romantische liedjes met lange uithalen. Friday Forever zou haar dan ook later begeleiden op een tournee.
Het album werd eerst verkocht tijdens de tournee en verscheen vervolgens alleen in Japan. Pas in 2006 kwam er een wereldwijde uitgifte op haar eigen platenlabel. Op de hoes stond de Kathedraal van Salisbury afgebeeld.

## Musici
- Toyah Willcox – zang
- Paul Beavis – slagwerk, percussie

Met Friday Forever:
- Jolyon Dixon - gitaar
- Paul Luther – gitaar
- John Wakefield – basgitaar
- Stuart Ross – aanvullend slagwerk

Met
- Paul Nicholson, Chris Birns, Dave Kingsley - soundscapes

## Muziek
| Nr. | Titel                                                          | Duur |
| --- | -------------------------------------------------------------- | ---- |
| 1.  | Now I’m running (Willcox, Nicholas)                            |      |
| 2.  | Lust for love (Willcox, Chris Bonaccio)                        |      |
| 3.  | Invisible love (Willcox, Simon Darlow)                         |      |
| 4.  | Name of love (Willcox, Nick Beggs, Steven Askew)               |      |
| 5.  | Winter in wonderland (Willcox,Beggs, Askew)                    |      |
| 6.  | God ceases to dream (Willcox, Nicolas)                         |      |
| 7.  | IEYA (Willcox, Joel Bogen, Pete Bush)                          |      |
| 8.  | Waiting (Willcox,Steve Bray)                                   |      |
| 9.  | Neon Womb (Willcox, Bogen,Bush)                                |      |
| 10. | Elusive stranger (Willcox, Bogen, Bush)                        |      |
| 11. | Our movie (Willcox,Bogen, Bush)                                |      |
| 12. | Thunder in the mountains (Willcox, Adrian lee, Nigel Glockner) |      |
| 13. | I wanna be free (Willcox, Bogen)                               |      |
| 14. | It’s a mystery (Keith Hale, Willcox)                           |      |
| 15. | Requite me (Willcox, Simon Darlow)                             |      |
| 16. | Tears for Elie (Willcox, Nicholas)                             |      |
| 17. | Waiting (Willcox, Bray)                                        |      |
| 18. | It’s a mystery (Hale, Willcox)                                 |      |